# Episodi di In Treatment (serie televisiva 2013) (terza stagione)
La terza ed ultima stagione della serie televisiva In Treatment è stata trasmessa su Sky Atlantic e Sky Cinema Uno dal 25 marzo al 6 maggio 2017. 
| n° | Titolo                           | Prima TV Italia |
| -- | -------------------------------- | --------------- |
| 1  | Rita - 1ª settimana              | 25 marzo 2017   |
| 2  | Riccardo - 1ª settimana          | 25 marzo 2017   |
| 3  | Luca - 1ª settimana              | 25 marzo 2017   |
| 4  | Bianca - 1ª settimana            | 25 marzo 2017   |
| 5  | Adele - 1ª settimana             | 25 marzo 2017   |
| 6  | Rita - 2ª settimana              | 1º aprile 2017  |
| 7  | Riccardo - 2ª settimana          | 1º aprile 2017  |
| 8  | Luca - 2ª settimana              | 1º aprile 2017  |
| 9  | Bianca - 2ª settimana            | 1º aprile 2017  |
| 10 | Adele - 2ª settimana             | 1º aprile 2017  |
| 11 | Rita - 3ª settimana              | 8 aprile 2017   |
| 12 | Riccardo - 3ª settimana          | 8 aprile 2017   |
| 13 | Luca - 3ª settimana              | 8 aprile 2017   |
| 14 | Bianca - 3ª settimana            | 8 aprile 2017   |
| 15 | Adele - 3ª settimana             | 8 aprile 2017   |
| 16 | Rita - 4ª settimana              | 15 aprile 2017  |
| 17 | Riccardo - 4ª settimana          | 15 aprile 2017  |
| 18 | Luca - 4ª settimana              | 15 aprile 2017  |
| 19 | Bianca - 4ª settimana            | 15 aprile 2017  |
| 20 | Adele - 4ª settimana             | 15 aprile 2017  |
| 21 | Rita - 5ª settimana              | 22 aprile 2017  |
| 22 | Riccardo - 5ª settimana          | 22 aprile 2017  |
| 23 | Luca - 5ª settimana              | 22 aprile 2017  |
| 24 | Bianca - 5ª settimana            | 22 aprile 2017  |
| 25 | Adele - 5ª settimana             | 22 aprile 2017  |
| 26 | Rita - 6ª settimana              | 29 aprile 2017  |
| 27 | Riccardo - 6ª settimana          | 29 aprile 2017  |
| 28 | Luca - 6ª settimana              | 29 aprile 2017  |
| 29 | Bianca - 6ª settimana            | 29 aprile 2017  |
| 30 | Adele - 6ª settimana             | 29 aprile 2017  |
| 31 | Rita - 7ª e ultima settimana     | 6 maggio 2017   |
| 32 | Riccardo - 7ª e ultima settimana | 6 maggio 2017   |
| 33 | Luca - 7ª e ultima settimana     | 6 maggio 2017   |
| 34 | Bianca - 7ª e ultima settimana   | 6 maggio 2017   |
| 35 | Adele - 7ª e ultima settimana    | 6 maggio 2017   |